# Ledenik Gorner
Ledenik Gorner (nemško Gornergletscher) je dolinski ledenik, ki ga najdemo na zahodni strani masiva Monte Rosa blizu Zermatta v kantonu Valais v Švici. Dolg je približno 12,4 km (2014) in širok od 1 do 1,5 km. Celotno ledeniško območje ledenika, povezano z ledenikom Gorner, ima 53 km2  (2007), zaradi česar je drugi največji ledeniški sistem v Alpah za ledeniškim sistemom Aletsch; vendar je po dolžini šele na tretjem mestu za ledenikoma Aletsch in Fiescher. Z ledenikom Gorner se povezujejo številni manjši ledeniki. Njegovi (nekdanji) pritoki so (v smeri urinega kazalca na tem zemljevidu): Gornergletscher (po katerem je poimenovan celoten sistem, vendar je zgornji del zdaj ločen od spodnjega dela), ledenik Monte Rosa, Grenzgletscher (danes njegov daleč glavni pritok, zdaj ločen od dejanskega Gornergletscher), Zwillingsgletscher, Schwärzegletscher, Breithorngletscher, Triftjigletscher in Unterer Theodulgletscher (čeprav so zadnji trije zdaj dejansko nepovezani).
Grenzgletscher (Mejni ledenik) med osrednjim masivom Monte Rosa in Liskammom na jugu je danes daleč glavni pritok spodnjega ledenika Gorner. Zgornji del ledenika Gorner je skoraj že ločen od njegovega spodnjega dela. Tudi nekdanji pritoki Breithorngletscher, Triftjigletscher in Unterer Theodulgletscher so v zadnjem stoletju izgubili svoje povezave z ledenikom Gorner; ledenik Lower Theodul je v 1980-ih postal nepovezan.
Zanimivost tega ledenika je Gornersee, ledeno obrobno jezero na sotočju Gornerja in Grenzgletscherja. To jezero se vsako leto napolni in poleti odteče, običajno kot poplava ob izbruhu ledeniškega jezera. To je eno redkih ledeniških jezer v Alpah, ki izkazujejo takšno obnašanje.
Obstaja tudi več zanimivih površinskih značilnosti, vključno z razpokami in "mizastimi" oblikami, kjer so veliki površinski balvani ostali nasedli nad površino ledenikov. Te ploščate kamnine podpira led, ki ga je balvan zaščitil pred taljenjem, ki je vplivalo na bolj izpostavljen okoliški led.
Zaradi ogromno informacij o ledeniku je kot nalašč za ledeniški projekt.
Je izvir reke Gornera, ki teče skozi sam Zermatt. Večino vode pa zajame vodna zajetja hidroelektrarne Grande Dixence. Ta voda nato konča v Lac des Dix, glavnem rezervoarju Grande Dixence.
Ledenik in okoliške gore je mogoče videti z Gornergrata (3100 m), ki je z Zermattom povezan z železnico Gornergrat.

## Umikajoči se ledenik(i)
Tako kot skoraj vsi drugi ledeniki v Alpah in večina ledenikov na svetu se tudi ledenik Gorner zaradi globalnega segrevanja umika – in to na precej dramatičen način. Dandanes (2014) se ledenik Gorner vsako leto umakne za približno 30 metrov, vendar z rekordno izgubo 290 metrov leta 2008. Od njegove zadnje večje širitve (v moderni dobi, po zadnjem ledeniškem obdobju) leta 1859 je izgubil več kot 2700 metrov razdalje.
V letu 2015 je postalo povsem očitno, ker nepoučen obiskovalec običajno napačno identificira glavni pritok ledenika Gorner kot njegov zgornji del: Grenzgletscher na južni strani osrednjega, vidnega masiva Monte Rosa. Vendar pa je zgornji ledenik Gorner običajno na severni strani. Razlog je v tem, da zgornji del ledenika Gorner trenutno izgublja stik z njegovim spodnjim delom in je zdaj Grenzgletscher postal njegov veliko večji pritok. Tako je zlahka napačno ujemati ledenik Grenzgletscher z zgornjim ledenikom Gorner.
V preteklosti ni bilo tako, kot navdušujoče kaže naslednja primerjava (bodite pozorni tudi na umikanje ledenika Monte Rosa na sredini, tistega med ledenikoma Gorner in Grenzgletscher):
- Okoli 1890–1900 (fotomehanski odtis): zgornji ledenik Gorner (levo) je očitno še vedno glavni pritok spodnjega dela; stara koča Monte Rosa (zgrajena 1894–95) bi bila najdena le nekaj metrov nad/ob severovzhodni meji Grenzgletscherja (v sredini; primerjaj s tretjo sliko)
- 1914–1918: patrulja švicarske vojske med prvo svetovno vojno s pogledom na sotočje ledenikov Gorner in Grenzgletscher; tudi ledenik Monte Rosa na sredini ima še stik z ledenikom Gorner
- 1994: fotografija iz zraka iz avgusta 1994 z ledenikom Gorner na levi, Grenzgletscher na desni, oba uokvirjata masiv Monte Rosa v sredini
- 2005: Povezava med zgornjim in spodnjim delom je še podana in morena se še jasno napaja iz njenega zgornjega dela; stara koča Monte Rosa (2795 m) je zlahka prepoznavna nad levo, severovzhodno stransko moreno ledenika Grenzgletscher (na sredini, desno)
- 2007: Izguba debeline (približno 200 m spodnjega ledenika Gorner od njegove velike širitve leta 1859 je zlahka prepoznavna na južnem bregu Gornergrata po levi in veliko višje ležeči stranski moreni (glej luč - obarvani del nad sivim bokom; kot je videti s Klein Matterhorna)
- 2012: Zgornji ledenik Gorner izgublja stik s spodnjim delom; zlasti srednja morena se bo prenehala napajati iz prvotno zgornjega dela
- Gornergletscher septembra 2020, kot je viden z Breithorna - vrzel med dejanskim Gornergletscherjem (na sredini) in Grenzgletscherjem je jasno vidna

## Zanimivosti
Spomladi na sotočju ledenikov Grenz in Gorner nastane Gornersee, jezero taline, ki ga zajezi ledeniški led. V obdobju od junija do septembra se jezero izprazni v nekaj dneh. To praznjenje povzroča poplavne konice v Gornerbachu do 150 kubičnih metrov na sekundo, drugi stranski učinki so povečan pretok ledenika in dvig ledenika do pol metra.
Zaradi politermalne narave Gornergletscherja, ki ga oblikuje Grenzgletscher, je mogoče opaziti posebne pojave v spodnjem, ravnem območju porabe za alpske ledene tokove. Ledenik je še posebej znan po modrih ledeniških jezerih, ki nastanejo na površju. Poleg tega obstaja stalna mreža globoko vrezanih potokov staljene vode, ki jih ni mogoče najti nikjer drugje v Alpah. Osupljiva je tudi svetlo bela barva ledeniškega ledu. Te posebnosti obstajajo samo na območju ledenika, katerega izvor je v Grenzgletscherju. Razlog za to je led, katerega temperatura je stalno pod tlakom tališča.

## Talni ledenik
Ko se je Gornergletscher spustil čez zožitev med Lichenbretterjem in skalnimi stenami Riffelhorna in -berga, se je ta spodnji del imenoval Bodengletscher. To ime je verjetno posledica takratne planšarske naselbine »Im Boden«.
V hladnejših obdobjih je Gornergletscher napredoval do Schweigmatten blizu Furija, zadnji vrh pa je bil dosežen leta 1859. Ta jezik v obliki repa, prepreden s številnimi razpokami, je bil jasno viden iz Zermatta. V tem času sta ledenik Breithorn in skupni jezik ledenikov Triftji in Spodnji Theodul hranila tudi ledenik Gorner. Medtem se je jezik Gornergletscherja pomaknil dobrih 2,65 km po dolini navzgor in Bodengletscher ne obstaja več.